# Избори за предсједника Црне Горе 2013.
Избори за предсједника Црне Горе 2013. одржани су 7. априла 2013. године, а побједу на изборима је однио Филип Вујановић.

## Позадина и изборна кампања
Владајућа Демократска партија социјалиста Црне Горе је одлучила да кандидује излазећег председника Филипа Вујановића, због његове велике популарности. Међутим ДПС-ов коалициони партнер Социјалдемократска партија Црне Горе је одбила да подржи Вујановића и поручила да је његова кандидатура против-уставна будући да се кандидовао по трећи пут, док црногорски Устав дозвољава само два. Из тих разлога СДП је поднијела жалбу Уставном суду. Међутим, Уставни суд је 15. фебруара одбио жалбу.
Вујановићева кандидатура пресликава кандидатуру бившег српског предсједника Бориса Тадића на изборима 2012. и због тога ДПС је не сматра спорном. Разлог због којег СДП није подржао Вујановића је дугогодишњи ривалитет између лидер СДП-а Ранка Кривокапића (иначе познат по националистичким приступима) и црногорског предсједника (који је више пута контрирао Кривокапићевом национализму) .
С друге стране Демократски фронт, Социјалистичка народна партија Црне Горе и Позитивна Црна Гора су одлучили да пруже подршку лидеру Фронта Миодрагу Лекићу као независном кандидату опозиције.

### Питање српског кандидата
На овим предсједничким изборима није учествовао ни један српски кандидат. Питање о евентуалном истицању српског кандидата покренуто је почетком 2013. године, када су представници Српског националног савјета Црне Горе указали на неопходност очувања српског политичког идентитета у Црној Гори. Пошто је највећа српска странка - Нова српска демократија, одлучила да подржи кандидатуру Миодрага Лекића, етничког Црногорца и тадашњег предсједника Демократског фронта, терет истицања посебног српског кандидата пао је на мање српске странке, које су биле знатно ослабљене након неуспјеха на претходним скупштинским изборима, одржаним у октобру 2012. године. Након првих неформалних консултација између представника неких мањих српских и просрпских странака (ДСС, ССР, НС), за евентуалног заједничког кандидата поменутих странака предложена је Симонида Кордић, тадашња потпредсједница Демократске српске странке и бивша посланица у Скупштини Црне Горе (2009-2012).
Иако су поједини српски и просрпски чиниоци у Црној Гори подржали поменути приједлог, коначни договор о истицању заједничког српског кандидата ипак није био постигнут, усљед разних притисака који су вршени у циљу прихватања Лекића као заједничког кандидата свих опозиционих странака. Пошто се од кандидовања Симониде Кордић одустало, руководство ДСС је уочи избора одлучило да подржи кандидатуру Миодрага Лекића, иза кога су стајале највеће опозиционе странке. Ова одлука није наишла на добар пријем у дијелу српског бирачког тијела, пошто је Лекић био познат по ранијим антисрпским ставовима, тако да је руководство ДСС било принуђено да своју одлуку правда избором мањег зла.
Притисци против истицања посебног српског кандидата показали су се као контрапродуктивни. Иако су се челници Демократског фронта надали да ће непостојање српског кандидата принудити српске гласаче да масовно гласају за Лекића, то се није догодило, пошто је знатан дио српског бирачког тијела, немајући за кога да гласа, одлучио да не изађе на биралишта. Накнадна анализа изборних резултата је показала да је наметање политички компромитованог Лекића, уз непостојање додатних опозиционих кандидата који би мотивисали шири круг грађана, пресудно допринело побједи Вујановића већ у првом кругу, што је потом довело до далекосежних политичких посљедица.

## Кандидати
На изборима су учествовала само два кандидата:
- Филип Вујановић, уз подршку Демократске партије социјалиста.
- Миодраг Лекић, уз подршку Демократског фронта, Социјалистичке народне партије[9] и Позитивне Црне Горе.[тражи се извор]

Жребањем је одређен редослед кандидата на гласачком листићу:
1. Филип Вујановић
2. Миодраг Лекић

## Резултати
| Кандидат                        | Партија                         | Гласови | %     |
| ------------------------------- | ------------------------------- | ------- | ----- |
| Филип Вујановић                 | Демократска партија социјалиста | 161,940 | 51.21 |
| Миодраг Лекић                   | Независан                       | 154,289 | 48.79 |
| Неважећи                        | Неважећи                        | 10,563  | –     |
| Укупно                          | Укупно                          | 326.803 | 100   |
| Уписаних бирача                 | Уписаних бирача                 | 512,437 | 63.90 |
| Извор: Државна изборна комисија |                                 |         |       |

### Спор око изборних резултата
Већ након пристизања првих изборних резултата, исход избора се показао као споран пошто су обије стране прогласиле побједу својих кандидата, након чега је усљедио низ међусобних оптужби, а потом је дошло и до покретања спорова пред надлежним државним органима.